# Liga do Sul
A Liga do Sul (em inglês:  League of the South — LS) é uma organização americana nacionalista branca, neoconfederada e supremacista branca que diz que seu objetivo é "uma república sulista livre e independente".
Com sede em Killen, Alabama, o grupo define o Sul dos Estados Unidos como os estados da Confederação: Alabama, Arkansas, Flórida, Geórgia, Louisiana, Mississippi, Carolina do Norte, Carolina do Sul, Texas, Tennessee e Virgínia. Ele afirma ser também um movimento religioso e social, defendendo o retorno a uma cultura sulista mais tradicionalmente conservadora e de orientação cristã.
O movimento e seus membros são aliados da direita alternativa. O grupo fazia parte da Frente Nacionalista [en] neonazista, anteriormente ao lado do Movimento Nacional Socialista (NSM), do agora extinto Partido dos Trabalhadores Tradicionalistas [en] (TWP) e da Vanguard America [en] (VA, desde então renomeada como Frente Patriota). O grupo ajudou a organizar o comício de Pikeville, em Pikeville, Kentucky; o comício "Unite the Right", em Charlottesville, Virgínia; e o comício "White Lives Matter", em Shelbyville, Tennessee. O Centro de Direito da Pobreza do Sul o designou como um grupo de ódio.

## Histórico
A organização foi fundada em 1994 por Michael Hill [en] e outros membros, incluindo o advogado Jack Kershaw [en] e o historiador libertário Thomas Woods. O nome Liga do Sul foi escolhido em referência à Liga dos Sulistas Unidos (League of United Southerners), um grupo formado em 1858 para influenciar a opinião pública no Sul dos Estados Unidos, e à Liga Norte (Lega Nord), um movimento populista de sucesso no norte da Itália que serviu de inspiração para a organização.
A reunião inaugural contou com a participação de 40 homens, dos quais 28 se tornaram membros da Liga Sulista (Southern League). Dois anos depois, o nome foi alterado para "A Liga do Sul" ("The League of the South") para evitar confusão com a Liga Sul da Liga Menor de Beisebol (Southern League of Minor League Baseball). Entre os primeiros membros estavam acadêmicos do Sul, incluindo o presidente Michael Hill, que lecionava história britânica e era especialista em história celta no Stillman College [en], uma instituição historicamente negra localizada em Tuscaloosa. Desde então, Hill não ocupa mais a posição de professor.
Em 2000, a organização expressou seu apoio a Pat Buchanan e ao Partido Reformista. Com o passar do tempo, as posições do grupo tornaram-se mais extremistas; em 2004, os membros fundadores Grady McWhiney [en] e Forrest McDonald [en] criticaram a liderança de Hill e decidiram deixar a organização.

## Opiniões

Bandeira da Liga do Sul, apelidada de “Bandeira de Cushman” e “Bandeira Nacionalista do Sul”

A Liga tem sido descrita como utilizando a mitologia celta de maneira beligerante, em resposta ao que percebem como uma celebração politicamente correta da diversidade multicultural no Sul dos Estados Unidos.
O grupo defende a ideia de que o Sul dos Estados Unidos deveria ser um país independente, governado por homens brancos.
Em 2001, a Liga solicitou ao Congresso dos EUA que destinasse US$ 5 bilhões em reparações por "propriedades" (incluindo seres humanos escravizados) que teriam sido tomadas ou destruídas pelas forças da União durante a Guerra Civil. O consultor jurídico do grupo, Jack Kershaw, afirmou que a proposta incluía o pagamento de reparações aos afro-americanos, argumentando que o fim da escravidão teve um impacto negativo sobre seus antepassados: “Os negros estavam em melhor situação na época anterior à guerra no Sul do que em qualquer outro lugar. [...] Eles também perderam muito quando esse estilo de vida foi destruído.”

### Cultura
A Liga define a cultura sulista como profundamente cristã e antiaborto. Ela descreve essa cultura como sendo essencialmente anglo-céltica, originária das Ilhas Britânicas, e acredita na necessidade de preservar a cultura anglo-céltica que considera central para o Sul.
Segundo a Liga, o Sul teria sido influenciado por uma sociedade marxista e igualitária. A Declaração de Crenças Fundamentais da Liga defende a estigmatização da "perversidade" e de tudo que, em sua visão, busca minar o casamento e a família.

### Política
A Liga acredita que o que designa como "povo sulista" tem o direito de se separar dos Estados Unidos, defendendo que devem se libertar do que consideram um "jugo da opressão imperial" imposto pelo governo federal. A Liga promove a formação de uma Confederação Sulista composta por Estados soberanos e independentes. O grupo é a favor de uma imigração estritamente limitada, opõe-se à existência de exércitos permanentes e a qualquer forma de regulamentação sobre armas de fogo. Esta nação independente proposta é vista nas publicações da Liga como parte de um esforço para reforçar a identidade única do "povo sulista”.
A Liga concentra seus esforços na recriação e promoção da “secessão cultural”. Em novembro de 2006, representantes da Liga participaram da Primeira Convenção Secessionista Norte-Americana, que reuniu secessionistas de diversas regiões do país. Em outubro de 2007, co-organizou a Segunda Convenção Secessionista Norte-Americana em Chattanooga, Tennessee.
Em 2015, o grupo anunciou a realização de um evento para comemorar o assassinato de Abraham Lincoln, promovendo John Wilkes Booth como um herói. O evento foi organizado em 11 de abril de 2015 pelo vice-presidente da seção Maryland-Virginia da Liga, Shane Long, e a página oficial da Liga no Facebook incentivou a participação, descrevendo Booth como alguém que "conhecia um homem que precisava ser morto!”
A Liga também tentou formar grupos paramilitares em diversas ocasiões.
Em termos econômicos, o grupo se opõe à moeda fiduciária, à tributação da renda pessoal, ao banco central, aos impostos sobre propriedade e à maior parte da regulamentação estatal sobre negócios. O grupo defende a implementação de impostos sobre vendas e taxas de usuários.

## Designação como grupo de ódio
No verão de 2000, o Centro de Direito da Pobreza do Sul (SPLC) designou a Liga do Sul como um grupo de ódio, citando sua abordagem de história revisionista e seus apelos à secessão. Michael Hill, líder da Liga, rejeitou essa classificação, alegando que era motivada politicamente.
De acordo com a Liga Anti-Difamação (ADL), a Liga do Sul é identificada como um grupo de supremacia branca que promove o racismo e o antissemitismo, participando de eventos em colaboração com outros grupos de supremacia branca. Em 2017, o grupo se uniu à Frente Nacionalista, uma coalizão informal de neonazistas e outros supremacistas brancos.

## Membros

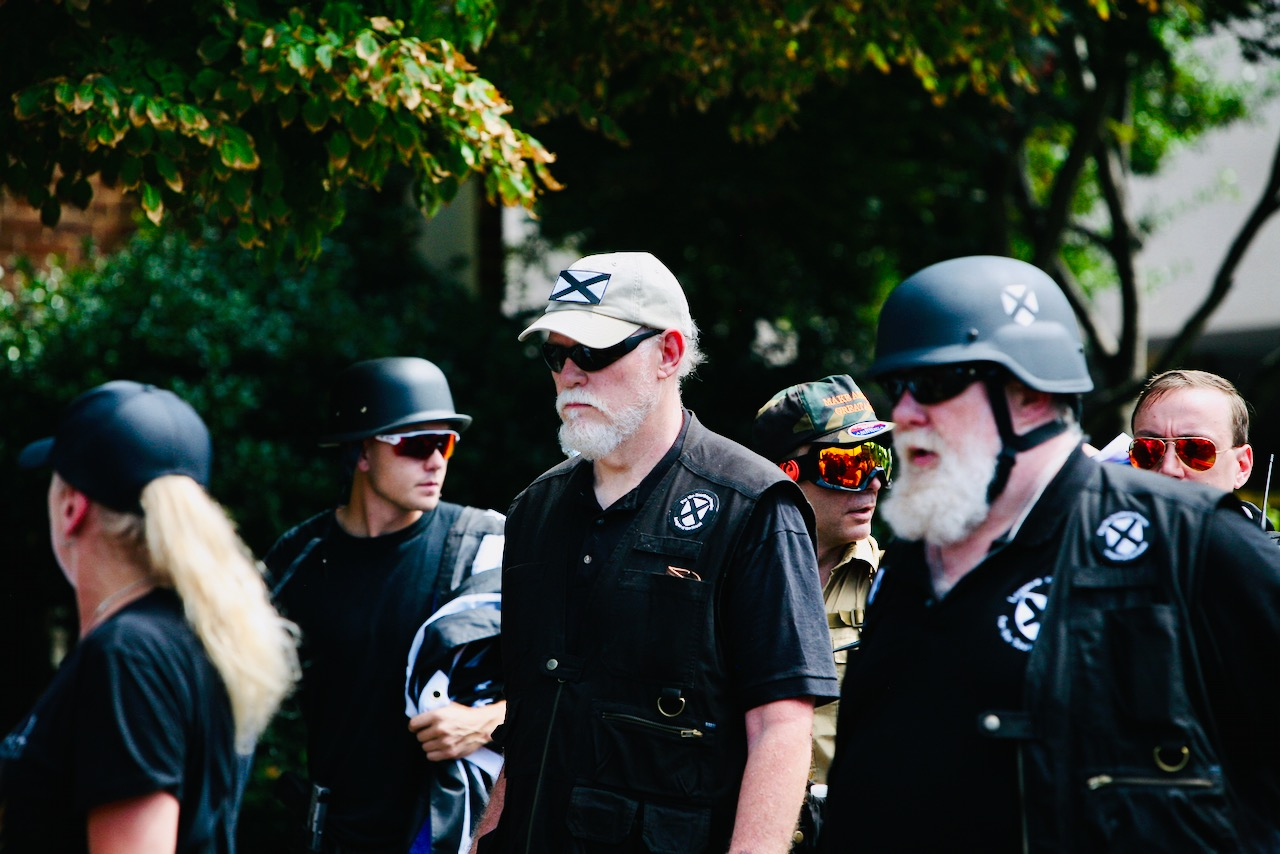
Michael Hill Ike Baker (centro) e Jeffrey Clark (direita) no comício Unite the Right em 2017

A diretoria da Liga é composta por Michael Hill, Mark Thomey, Mike Crane, Sam Nelson e John Cook. Entre os membros fundadores estavam Thomas Fleming, Thomas Woods, Grady McWhiney, Clyde Wilson [en] e Forrest McDonald.